# Lestidium rofeni
Lestidium rofeni — вид авлопоподібних риб родини Paralepididae. Описаний у 2020 році.

## Етимологія
Вид названий на честь Роберта Р. Рофена, колишнього директора з досліджень фонду Джорджа Вандербільта при Стенфордському університеті.

## Поширення
Вид поширений у Західнотихоокеанському регіоні. Відомий зі зразків, що зібрані біля узбережжя Тайваню та Філіппін.